# Dorian's
Dorian's was een warenhuisketen gevestigd in Tijuana, Baja California in Mexico.

## Geschiedenis
Dorian's werd in 1959 opgericht in het centrum van Tijuana. 
Op 9 november 1977 woedde een brand in het bouwblok waarbij het warenhuis verwoest werd. Zeventien werkdagen nadat de winkel in de  as werd gelegd ging Dorian's weer open, waarbij tenten opgebouwd waren met de helft van de oppervlakte van het afgebrande warenhuis op een nabijgelegen parkeerplaats.
In 2004 werd Dorian's Tijuana, SA de CV gekocht door de Grupo Carso van Carlos Slim. Het warenhuis werd ondergebracht in de dochter Inmuebles Borgru, SA de CV. Het bedrijf kocht vijf warenhuizen van J,C. Penney in  Cancun, Chihuahua, Leon, Merida en Monterrey, die daarna als Dorian's verder geëxploiteerd werden.   
Vanaf april 2009 werden de 14 warenhuizen van Dorian's overgenomen door Sears México en omgedoopt tot Sears. De winkel in het centrum van Tijuana werd in mei 2009 gesloten.   

## Voormalige filialen
In 2009 had Dorian's 14 warenhuizen:
- Tijuana:
  - Centrum van Tijuana
  - Plaza Rio Tijuana
  - Plaza Carrousel
  - Centro Comercial Mesa de Otay, Otay Centenario
- Cancun - Plaza Las Américas (voorheen J.C. Penney)
- Chihuahua, Chihuahua - Plaza de Sol (voorheen J.C. Penney)
- Ensenada, in het centrum
- La Paz, Baja California Sur
  - in het centrum
  - Forjadores
- León, Guanajuato - Plaza Mayor (voorheen J.C. Penney)
- Mérida - Plaza las Américas (voorheen J.C. Penney)
- Mexicali - Centro Comercial Cachanilla
- Regio Monterrey - San Pedro Garza García (voorheen J.C. Penney)
- San Luis Río Colorado, Sonora